# Zimbabwe aux Jeux olympiques
Le Zimbabwe participe aux Jeux olympiques depuis 1980 et a envoyé des athlètes à chaque jeu depuis cette date.

Le pays participe aux Jeux d'hiver pour la 1re fois en 2014.
Avant 1980, le territoire alors colonie britannique, participait sous le nom de Rhodésie.
Le pays a remporté au total 3 médailles d'or, 4 médailles d'argent et 1 médaille de bronze aux Jeux olympiques. Sur ces 8 médailles, 7 ont été remportés par la nageuse Kirsty Coventry.
Le Comité national olympique zimbabwéen a été créé en 1934 et a été reconnu par le Comité international olympique en 1980. Auparavant le Zimbabwe a participé aux Jeux olympiques de 1928, 1960 et 1964 à l'époque de la Rhodésie.

## Médailles

### Liste des médaillés
| Médaille           | Nom                                            | Jeux | Sport            | Compétition             |
| ------------------ | ---------------------------------------------- | ---- | ---------------- | ----------------------- |
| Médaille d'or      | Équipe du Zimbabwe de hockey sur gazon féminin | 1980 | Hockey sur gazon | Hockey sur gazon femmes |
| Médaille d'or      | Kirsty Coventry                                | 2004 | Natation         | 200 m dos femmes        |
| Médaille d'argent  | Kirsty Coventry                                | 2004 | Natation         | 100 m dos femmes        |
| Médaille de bronze | Kirsty Coventry                                | 2004 | Natation         | 200 m 4 nages femmes    |
| Médaille d'or      | Kirsty Coventry                                | 2008 | Natation         | 400 m 4 nages femmes    |
| Médaille d'argent  | Kirsty Coventry                                | 2008 | Natation         | 100 m dos femmes        |
| Médaille d'argent  | Kirsty Coventry                                | 2008 | Natation         | 200 m 4 nages femmes    |
| Médaille d'argent  | Kirsty Coventry                                | 2008 | Natation         | 200 m dos femmes        |

### Médailles par jeux olympiques d'été
| Année | Médaille d'or, Jeux olympiques | Médaille d'argent, Jeux olympiques | Médaille de bronze, Jeux olympiques | Total |
| 1928  | 0                              | 0                                  | 0                                   | 0     |
| 1960  | 0                              | 0                                  | 0                                   | 0     |
| 1964  | 0                              | 0                                  | 0                                   | 0     |
| 1980  | 1                              | 0                                  | 0                                   | 1     |
| 1984  | 0                              | 0                                  | 0                                   | 0     |
| 1988  | 0                              | 0                                  | 0                                   | 0     |
| 1992  | 0                              | 0                                  | 0                                   | 0     |
| 1996  | 0                              | 0                                  | 0                                   | 0     |
| 2000  | 0                              | 0                                  | 0                                   | 0     |
| 2004  | 1                              | 1                                  | 1                                   | 3     |
| 2008  | 1                              | 3                                  | 0                                   | 4     |
| 2012  | 0                              | 0                                  | 0                                   | 0     |
| 2016  | 0                              | 0                                  | 0                                   | 0     |
| Total | 3                              | 4                                  | 1                                   | 8     |

| Année | Médaille d'or, Jeux olympiques | Médaille d'argent, Jeux olympiques | Médaille de bronze, Jeux olympiques | Total |
| 2014  | 0                              | 0                                  | 0                                   | 0     |
| Total | 0                              | 0                                  | 0                                   | 0     |